# Kanepi kommun
Kanepi kommun (estniska: Kanepi vald) är en kommun i landskapet Põlvamaa i sydöstra Estland. Kommunen ligger cirka 200 kilometer sydöst om huvudstaden Tallinn. Småköpingen Kanepi utgör kommunens centralort.
Den 21 oktober 2017 uppgick de båda kommunerna Kõlleste och Valgjärve i Kanepi kommun.

## Geografi

### Klimat
Trakten ingår i den hemiboreala klimatzonen. Årsmedeltemperaturen i trakten är 6,3 °C. Den varmaste månaden är juli, då medeltemperaturen är 18,4 °C, och den kallaste är januari, med −4,5 °C.

## Orter
I Kanepi kommun finns en småköping och 49 byar.

### Småköpingar
- Kanepi (centralort)

### Byar
- Abissaare
- Aiaste
- Erastvere
- Hauka
- Heisri
- Hino
- Hurmi
- Häätaru
- Ihamaru
- Jõgehara
- Jõksi
- Kaagna
- Kaagvere
- Karaski
- Karilatsi
- Karste
- Koigera
- Kooli
- Kooraste
- Krootuse
- Krüüdneri
- Lauri
- Maaritsa
- Magari
- Mügra
- Närapää
- Palutaja
- Peetrimõisa
- Piigandi
- Piigaste
- Pikajärve
- Pikareinu
- Prangli
- Puugi
- Põlgaste
- Rebaste
- Saverna
- Sirvaste
- Soodoma
- Sulaoja
- Sõreste
- Tiido
- Tuulemäe
- Tõdu
- Valgjärve
- Varbuse
- Veski
- Vissi
- Voorepalu

## Galleri

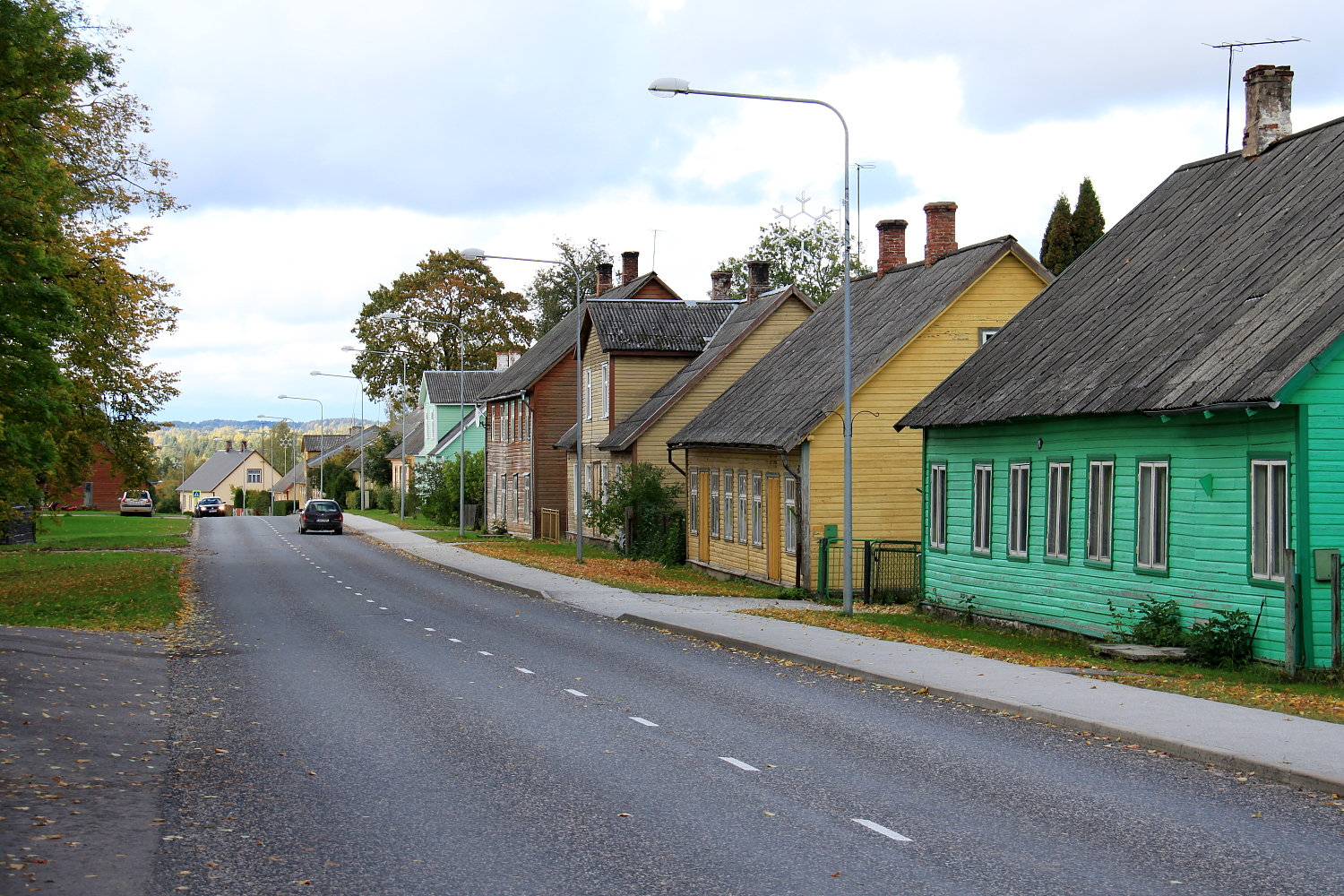
Kanepi.
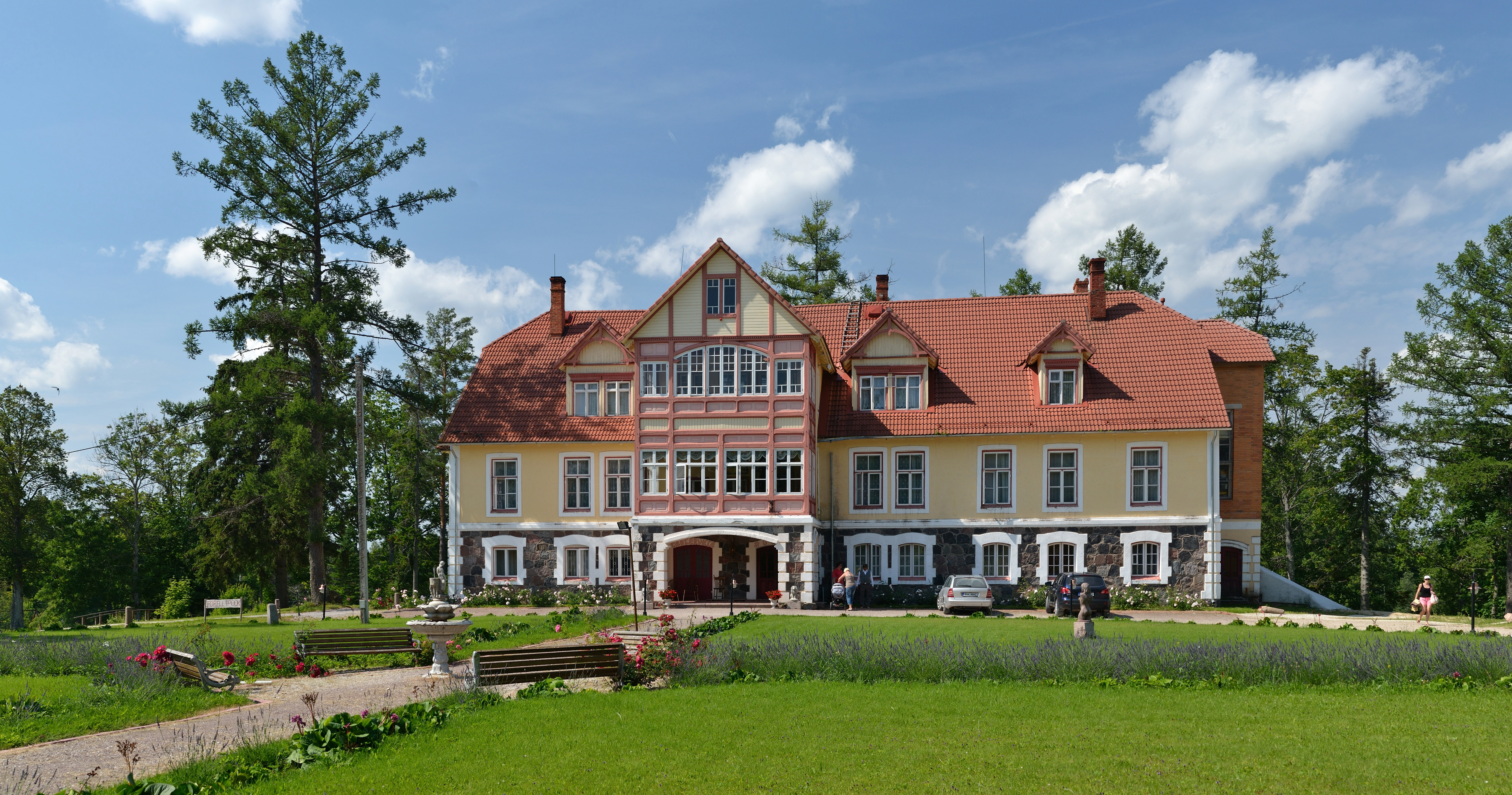
Pikajärve herrgård.
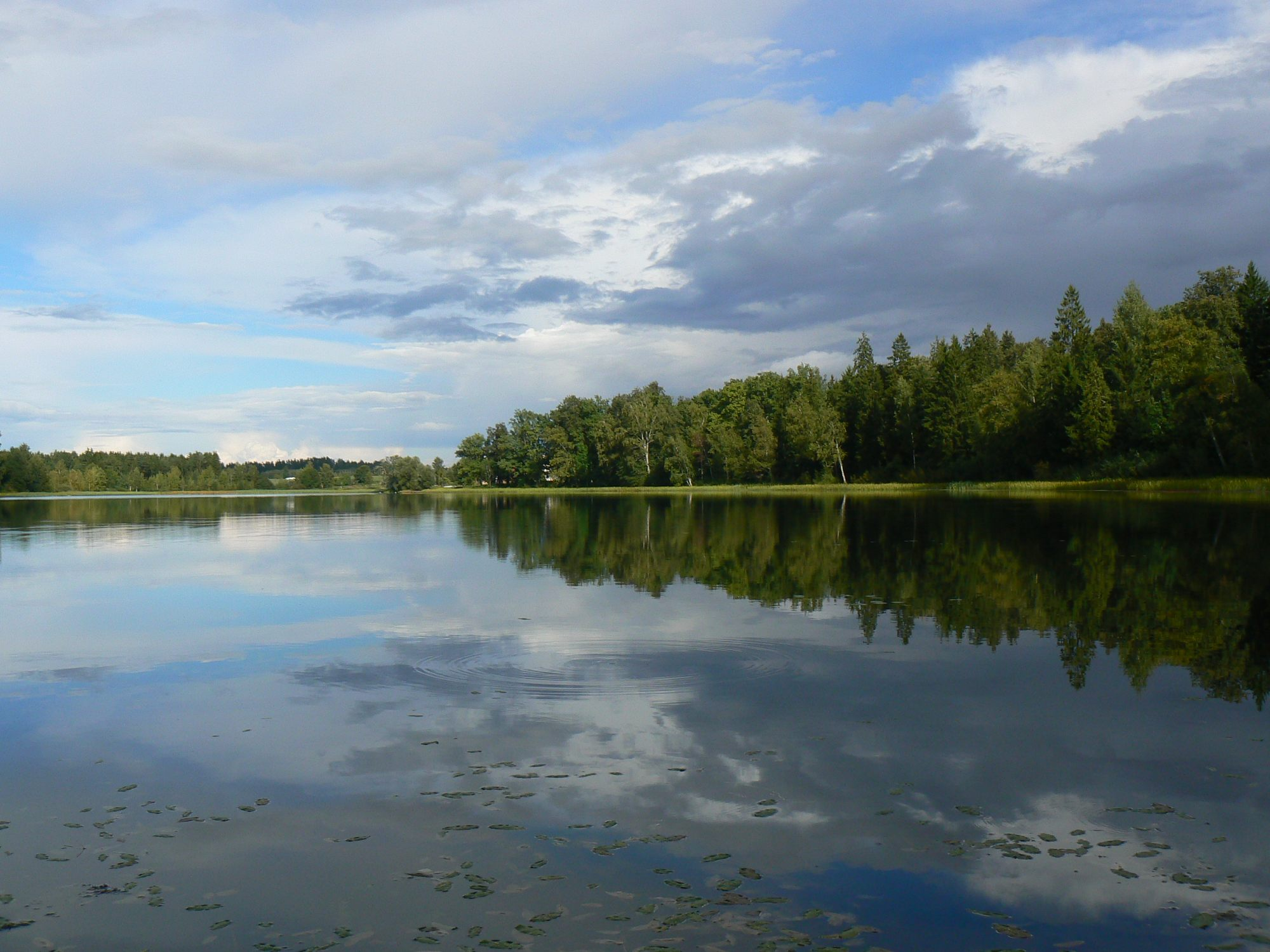
Erastvere järv.

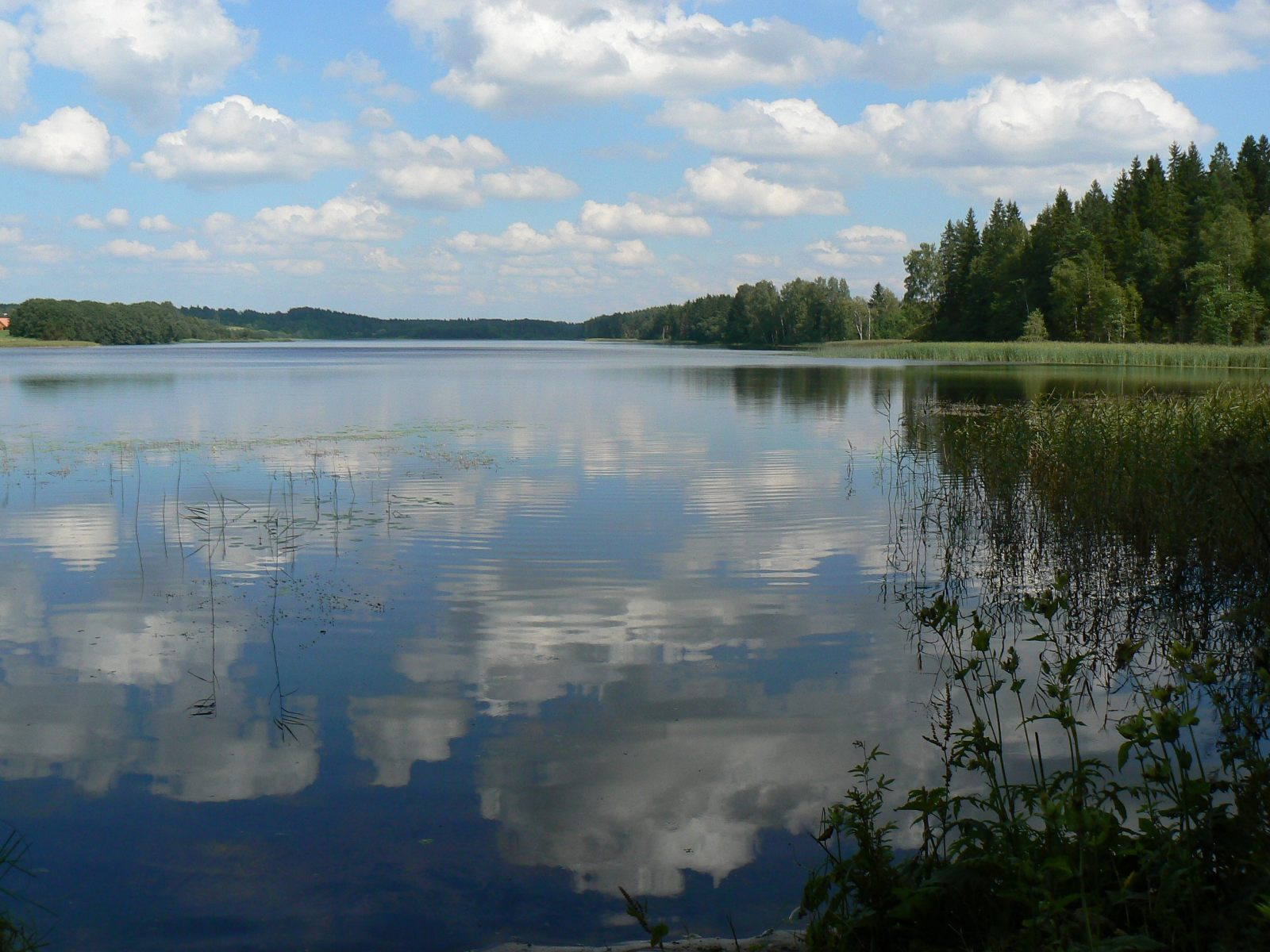
Jõksi järv.
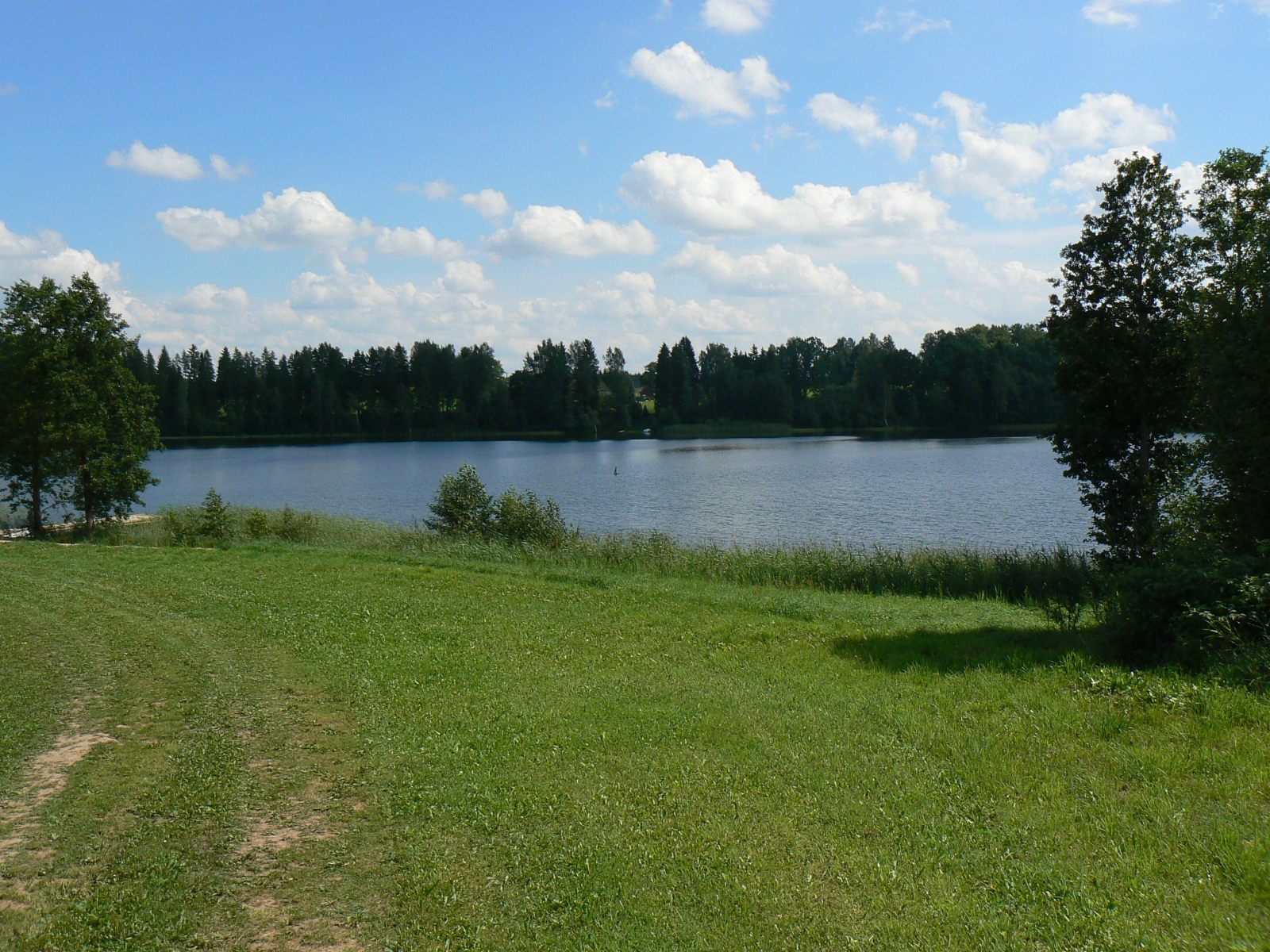
Piigandi järv.
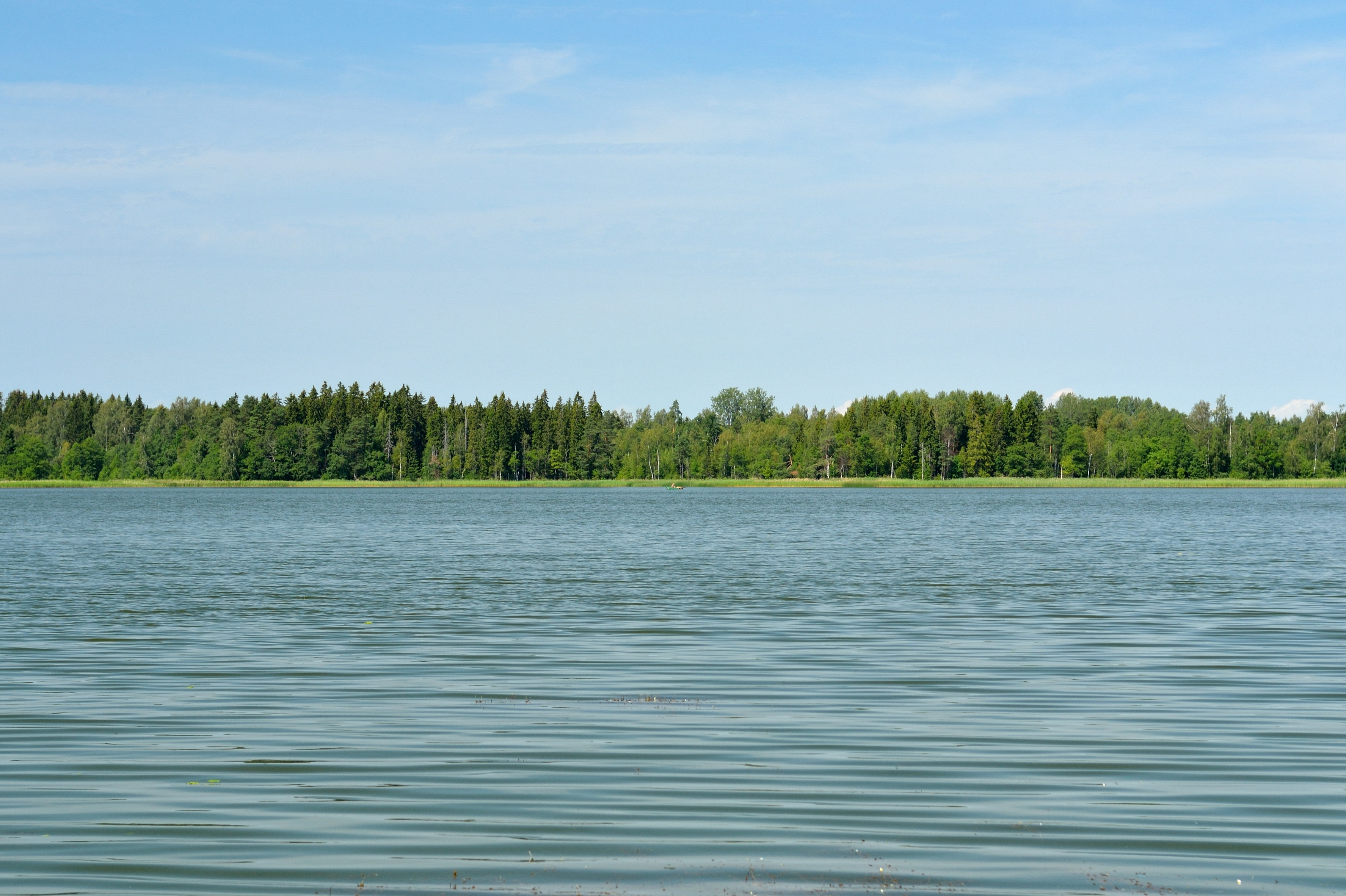
Valgjärv.